# ARTnews
Журнал «ARTnews» (англ. ARTnews) — ежеквартальный американский журнал по изобразительному искусству, штаб-квартира которого располагается в Нью-Йорке; был основан в 1902 году как «Hydes Weekly Art News»; статьи посвящены самым разным темам: от античного до современного искусства; содержит как новости и обзоры выставок, так и профили художников и коллекционеров; издаёт рейтинг «ARTNews Top 200».

## История и описание
Художественный журнал «Hydes Weekly Art News» был основан в 1902 году историком искусства и критиком Джеймсом Кларенсом Хайдом, работавшим в «New York World» и «Tribune»; первоначально он выходил одиннадцать раз в год. С 5 ноября 1904 по 10 февраля 1923 года журнал выходил под заголовком «American Art News» (тома с 3 по 21); с февраля 1923 года и по настоящее время он назывался «The Art News», а затем — во многом в связи с запуском электронной версии, стал выходить как «ARTnews». Критиками и корреспондентами журнала являлись искусствоведы Артур Данто, Линда Яблонски, Барбара Поллок, Маргарет Лок, Хилари Шитс и Дуг МакКлемонт, а также — декан Йельской школы искусств Роберт Сторр и директор Нью-Йоркского музея современного искусства Гленн Лоури.
В 1972 году Милтон и Джудит Эстер приобрели журнал, а в 1980 году он получил премию Джорджа Полка в журналистике; в апреле 2014 года Эстер продали издание компании «Skate Capital Corp.» — частной фирме по управлению активами, принадлежащей Сергею Скатерщикову. Позднее выяснилось, что «Skate Capital» действовала от имени польской компании «Abbey House», которая вскоре переименовала себя в «ARTNEWS SA». После смены владельца, в июне 2015 года, журнал объединился с издание «Art in America», созданным в 1913 году и принадлежащим компании «BMP Media Holdings» (являющейся частью холдинга «Brant Publication»). В октябре того же года «ARTnews» из ежемесячного издания стал ежеквартальным. С июня 2016 года редакция стала базироваться в районе Сохо (Нью-Йорк).

### «ARTNews Top 200»
Список «ARTNews Top 200» ежегодно публикуется редакцией журнала: он содержит рейтинг лучших индивидуальных (частных) коллекции со всего мира, выбор которых основан на интервью с коллекционерами, кураторами, арт-дилерами, аукционными домами и музеями. Те, кто уже находился в прошлом списке, также опрашиваются — их ответы используются для формирования массива данных о тенденциях в современном искусстве. Коллекционеры в списке представлены их краткой биографией, фокусирующейся на интересующем их художественном направлении.